# Notanisus clavatus
Notanisus clavatus is een vliesvleugelig insect uit de familie Pteromalidae. De wetenschappelijke naam is voor het eerst geldig gepubliceerd in 1961 door Boucek.